# اچ‌ام‌سی‌اس اسکینا (دی‌دی‌اچ ۲۰۷)
اچ‌ام‌سی‌اس اسکینا (دی‌دی‌اچ ۲۰۷) (به انگلیسی: HMCS Skeena (DDH 207)) یک کشتی بود که طول آن ۳۶۶ فوت (۱۱۱٫۶ متر) بود. این کشتی در سال ۱۹۵۲ ساخته شد.